# アルベルト・アッツォ2世・デステ

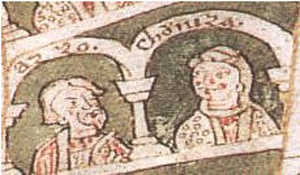
アルベルト・アッツォ2世と最初の妃クニッツァ・ディ・ズヴェーヴィア

アルベルト・アッツォ2世・デステ（Alberto Azzo II d'Este、または略してアルベルタッツォ2世（Albertazzo II）とも。996年/1009年7月10日 - 1097年8月20日）は、 イタリアの貴族。パドヴァ地方にある町エステのシニョーレとなったことにより、エステ家の始祖となった。

## 生涯
アルベルト・アッツォ2世はルーニ、トルトーナ、ジェノヴァ、ミラノの伯爵であったアルベルト・アッツォ1世の息子で、オベルトの曾孫にあたる。アルベルト・アッツォ2世はルニジャーナ伯、ミラノ伯で、エステとロヴィーゴのシニョーレであった。教皇国家と神聖ローマ帝国との争いの中で、皇帝と教皇およびマティルデ・ディ・カノッサとの同盟関係を巧みに入れ変えながらうまくいく方法を模索した。彼の領地は全て北イタリアにあり、家系の出身地であるルニジャーナとモデナ地域を含んだ彼のシニョリーアとなっている。アルベルト・アッツォ2世はエステに城を建て、村に過ぎなかったその周辺は町に成長した。シュヴァーベンのヴェルフ2世の娘クニッツァ・ディ・ズヴェーヴィア（クニグンデ）と結婚し、続いてガルセンダ（アーマンガード）と結婚した。

## 家族
最初にシュヴァーベンのヴェルフ2世の娘クニッツァ・ディ・ズヴェーヴィア（クニグンデ）（ヴェルフ家）と結婚した。
- グエルフォ4世・デステ（ヴェルフ4世）（1035年/1040年 - 1101年） - ドイツ南東部に移りバイエルン公となり、子孫は後にハノーファーを拠点にしたヨーロッパ史上最も重要な家系の1つであるハノーヴァー朝（1714年にジョージ1世がイギリスの王位につく）を開いた（ヴェルフェン＝エステ家、ブラウンシュヴァイク＝リューネブルク家）。

二度目にメーヌ伯エルベール1世の娘ガルセンダ（ガルサンド、アーマンガード）と結婚した。
- ユーグ5世（1062年頃 - 1131年） - メーヌ伯
- フォルコ1世（1070年 - 1128年） - 「エステ辺境伯」という表現で文献に載っている。

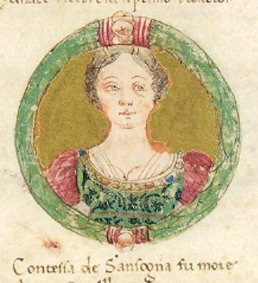
2度目の妃ガルセンダ